# Lutrofor
Lutrofor (starogrško λουτροφόρος, dob. 'voda za kopanje, prenašanje'; grška etimologija λουτρόν, loutron in φέρω, pherō) je posebna vrsta grške keramične posode, značilne po podolgovatem vratu z dvema ročajema. Uporabljali so ga za prenašanje vode za nevestino predporočno obredno kopel in za pogrebne obrede, dali so ga tudi v grobnico neporočene ženske.  Sam lutrofor je bil prikazan kot motiv na grških nagrobnikih kot relief (na primer lekit na steli iz Panajtija) ali kot kamnita posoda. Veliko so jih našli na območju grobov na Keramejku v Atenah. Nekatere hranijo v Narodnem arheološkem muzeju v Atenah.

## Oblike in tehnike
Lutrofor je posebna oblika grške vaze. Zanj je značilen dolg, vitek vrat, ima zajetno telo, široka usta in dolgo nogo. Razlikujemo dve glavni obliki: lutrofor amfora, ki ima kot amfora dva stranska ročaja, in druga glavna oblika je lutrofor hidrija, ki ima poleg dveh stranskih ročajev tako kot hidrija tudi tretji ročaj na zadnjem delu posode.
Zunaj Atike so jih v večjem številu izdelovali kot amfore samo v Apuliji. Različni raziskovalci jih delijo na vaze z jajčasto obliko trupa (vrsta I) in s konkavnim valjastim trupom (vrsta II), spornejša je dodatna členitev na podlagi različnih ročajev. Jajčaste oblike lutroforja se pojavljajo v izvedbah s spiralnimi ročaji (različica I) in z ravnimi ročaji (različica II). Valjasta oblika ima spirale (različica I) ali je brez ročajev (različica II). 
- Atiška črnofiguralna lutrofor hidrija; konec 6. st. pr. n. št., slabo ohranjena predstavitev poslavljanja od pokojnika; Kiel (B 56)
- Atiška črnofiguralna lutrofor amfora; pogrebni prizor; 510/500 pr. n. št.; Berlin
- Apulijski lutrofor vrste I, različica I; nagrobnik, Leda in labod; 330 pr. n. št.; Muzej J. Paula Gettyja
- Apulijski lutrofor vrste II, različica I; Staatliche Antikensammlungen, München
- Apulijski lutrofor vrste II, različica II, slikar Baltimore; 330 pr. n. št.; Museo Arqueológico Nacional de España (1998/92/2)

Zlasti lutroforji velikega formata so morali biti sestavljeni iz več izdelanih posameznih delov. Telesa, noge in ročaji, pogosto tudi vrat in ustnice so bili izdelani ločeno in sestavljeni pred žganjem. Frank Hildebrandt je predpostavil, da je bila pri velikem lutroforju struktura iz enega kosa ne glede na vse druge tehnične težave visoka 93,6 cm in težka 10,1 kg po žganju in verjetno poškodovana.

## Razvoj in uporaba
Antični viri niso jasni. Lutrofor je bil verjetno vaza za kopalno vodo za obredno predporočno kopanje, pa tudi za prenašanje vode. Demosten lutrofor omenja kot grobni okras in navaja, da je bila pokopana oseba neporočena. V poznoantičnih in srednjeveških virih izvemo samo to, da je bil  povezan s poročnim statusom. 
Prve lutrofor hidrije so nastale proti koncu 8. stoletja pr. n. št. Izdelane so bile v Atenah in še vedno okrašene v protoatiškem slogu. Malo pozneje, okoli 690 pr. n. št., so v Atenah nastale tudi prve lutrofor amfore. Menijo, da sta se obe obliki razvili neodvisno. Lutrofor hidrije so verjetno posebne, dragocene oblike hidrije, medtem ko se je lutrofor amfora verjetno razvila iz starejših oblik amfor. To naj bi vplivalo tudi na uporabo obeh oblik v Atenah.
Paul Wolters domneva, da sta bili obe obliki enako pomembni in imeli enak pomen in enako uporabo. Gerit Kokula misli, da so lutrofor hidrije obredne posode, povezane z nevesto, lutrofor amfore pa z ženinom. Rosmarie Moscha-Klingele je v svoji disertaciji trdila, da sta bili obe obliki različno uporabljeni: lutrofor hidrija za praktično uporabo pri poročnem obredu v Atenah, medtem ko je imela lutrofor amfora nagrobni pomen  kot pridatek ali kot nagrobnik ali pa je bila okrog sredine 7. stoletja pr. n. št. črnofiguralno poslikana votivna daritev v svetišču nimfe na Akropoli v Atenah. Zaradi uničenja stavb v pozni rimski dobi in popolnega pomanjkanja pisnih virov uporaba vaze v kultne namene ni potrjena. Povezovanje lutroforja s kopeljo za nevesto je nastalo pozneje. Poleg tega je bila voda za poroko iz svetih izvirov.
Svetišče nimfe so odkrili leta 1955 in ga raziskali do leta 1959 pri več izkopavanjih. Predvsem najdena črnofiguralna lutrofor hidrija je bila iz časa do okoli 480 pr. n. št., a tudi lutrofor amfore niso redke. Po 480 pr. n. št. do konca izdelovanja okoli 30 let pozneje je prevladal rdečefiguralni slog. 